# Pandercetes malleator
Pandercetes malleator är en spindelart som beskrevs av Tord Tamerlan Teodor Thorell 1890. Pandercetes malleator ingår i släktet Pandercetes och familjen jättekrabbspindlar. Inga underarter finns listade i Catalogue of Life.